# Borgo (rione Rzymu)
Borgo – rione, jedno z dwudziestu dwóch rioni Rzymu, tradycyjnych jednostek podziału administracyjnego miasta, dotyczącego części wewnątrz murów aureliańskich (z niewielkimi wyjątkami). Stanowi część gminy Municipio Roma I. Jest jednym z dwóch rione (obok Prati), które znajdują się poza Murem Aureliana.
Współcześnie Borgo ma powierzchnię 0,49 km², a w 2015 zamieszkiwało je 3 499 mieszkańców.
Historyczny numer dzielnicy to R. XIV.